# Association des femmes autochtones du Canada
L'Association des femmes autochtones du Canada ou AFAC est une des  organisations autochtones nationales du Canada et représente les femmes autochtones, spécifiquement les femmes Premières Nations et Métis. Les femmes Inuits sont représentées par une organisation différente, Pauktuutit Inuit Women of Canada. L’AFAC est généralement reconnue comme la voix officielle représentant les femmes autochtones au Canada. 
L'AFAC était établie en 1974 comme un regroupement de treize organisations féminines autochtones de partout au Canada. Elle a pour objectif commun d'améliorer, de promouvoir et de favoriser le bien-être social, économique, culturel et politique des femmes autochtones (Premières Nation et Métis) au sein de leurs propres sociétés et de la société canadienne.